# Richtlinie 89/654/EWG
Die Richtlinie 89/654/EWG ist eine Europäische Richtlinie, die als die Erste Einzelrichtlinie zur Richtlinie 89/391/EWG (Arbeitsschutz-Rahmenrichtlinie) die Mindestanforderungen für Arbeitsstätten ergänzt.

## Anwendung
Als erste ergänzende Einzelrichtlinie zu den allgemeinen Vorschriften zu Gesundheitsschutz und Sicherheit von Arbeitnehmern bei der Arbeit, die in der Richtlinie 89/391/EG festgelegt sind, definiert diese Richtlinie die Mindestanforderungen für Arbeitsstätten.
Durch diese Richtlinie werden Arbeitgeber verpflichtet, für Arbeitsstätten, die nach dem 31. Dezember 1992 erstmals genutzt oder danach umgestaltet wurden, die Mindestanforderungen für Sicherheit und Gesundheitsschutz nach Anhang I einzuhalten. Für Arbeitsstätten, die bereits vorher erstmal genutzt wurden, gelten dagegen die Anforderungen nach Anhang II dieser Verordnung. Unter anderen sind zu gewährleisten: angemessene Hygienebedingungen, das Vorhandensein von Notausgängen, welche jederzeit freigehalten werden müssen, Sicherheitseinrichtungen zur Verhütung oder Beseitigung von Gefahren, welche regelmäßig geprüft und gewartet werden müssen und die Instandhaltung von Arbeitsstätten, sowie deren Anlagen und Einrichtungen. Die Arbeitnehmer müssen vom Arbeitgeber über die Maßnahmen, die zu ihrer Sicherheit und zum Gesundheitsschutz getroffen wurden, unterrichtet werden und sind entsprechend der Richtlinie 89/391/EWG anzuhören. Die EU-Länder werden dazu verpflichtet alle fünf Jahre der Europäischen Kommission über die Durchführung der Richtlinie 89/391/EWG und der entsprechenden Einzelrichtlinien, wie der Richtlinie 89/654/EWG Bericht zu erstatten.
Diese Richtlinie gilt nicht für Arbeitsstätten in Transportmitteln oder Transportmittel, welche außerhalb von Unternehmen eingesetzt werden, für Baustellen, die zeitlich begrenzt oder ortsveränderlich sind, für Arbeitsstätten in der mineralgewinnenden Industrie, auf Fischereifahrzeuge sowie Flächen die außerhalb der bebauten Fläche eines land- oder forstwirtschaftlichen Betriebs liegen.
Nach Inkrafttreten wurde diese Richtlinie durch die Richtlinie 2007/30/EG und die Verordnung (EU) 2019/1243 geändert.

## Aufbau der Richtlinie  89/654/EWG
- ABSCHNITT I ALLGEMEINE BESTIMMUNGEN
  - Artikel 1 Ziel der Richtlinie
  - Artikel 2 Definition
- ABSCHNITT II PFLICHTEN DES ARBEITGEBERS
  - Artikel 3 Erstmals genutzte Arbeitsstätten
  - Artikel 4 Bereits genutzte Arbeitsstätten
  - Artikel 5 Änderungen der Arbeitsstätten
  - Artikel 6 Allgemeine Verpflichtungen
  - Artikel 7 Unterrichtung der Arbeitnehmer
  - Artikel 8 Anhörung und Beteiligung der Arbeitnehmer
- ABSCHNITT III SONSTIGE BESTIMMUNGEN
  - Artikel 9 Anpassungen der Anhänge
  - Artikel 10 Schlußbestimmungen
  - Artikel 11
- ANHANG I MINDESTVORSCHRIFTEN FÜR SICHERHEIT UND GESUNDHEITSSCHUTZ IN ERSTMALS GENUTZTEN ARBEITSSTÄTTEN NACH ARTIKEL 3 DER RICHTLINIE 1
- ANHANG II MINDESTVORSCHRIFTEN FÜR SICHERHEIT UND GESUNDHEITSSCHUTZ IN BEREITS GENUTZTEN ARBEITSSTÄTTEN NACH ARTIKEL 4 DER RICHTLINIE 1